# Labioporella thornelyae
Labioporella thornelyae är en mossdjursart som beskrevs av Harmer 1926. Labioporella thornelyae ingår i släktet Labioporella och familjen Steginoporellidae. Inga underarter finns listade i Catalogue of Life.